# Das Haus auf Korsika
Das Haus auf Korsika ist ein französisches Filmdrama aus dem Jahr 2011. Die Regie führte Pierre Duculot, der auch das Drehbuch schrieb. Christelle Cornil spielt ihre erste Hauptrolle.

## Handlung
Christina erbt von ihrer Großmutter ein Haus auf Korsika. Obwohl ihre Eltern sie drängen, es schnellstmöglich zu verkaufen, macht sich die junge Belgierin allein auf die Reise, um es wenigstens einmal zu besichtigen. Sie findet Gefallen an der Gegend. Die Dorfbewohner sind aufgeschlossen und hilfsbereit. Das Haus ist zwar stark renovierungsbedürftig, jedoch der Ausblick ins Tal ist grandios.
Ein Gutachter schätzt den Wert des Hauses auf 40.000 Euro. Auch Christinas Eltern sind beim ersten Besuch begeistert. Die anfängliche Skepsis ist gewichen. Christinas Vater und ihr Bruder Tony packen bei der Dachsanierung sogar kräftig mit an. Vater Alberto übernimmt sich dabei und erleidet vor Ort einen Kollaps. Die Familie rückt dadurch wieder näher zusammen. Christinas Mutter verspricht finanzielle Unterstützung. Die erforderlichen Instandsetzungsmaßnahmen werden etwa 95.000 Euro verschlingen.

## Hintergrund

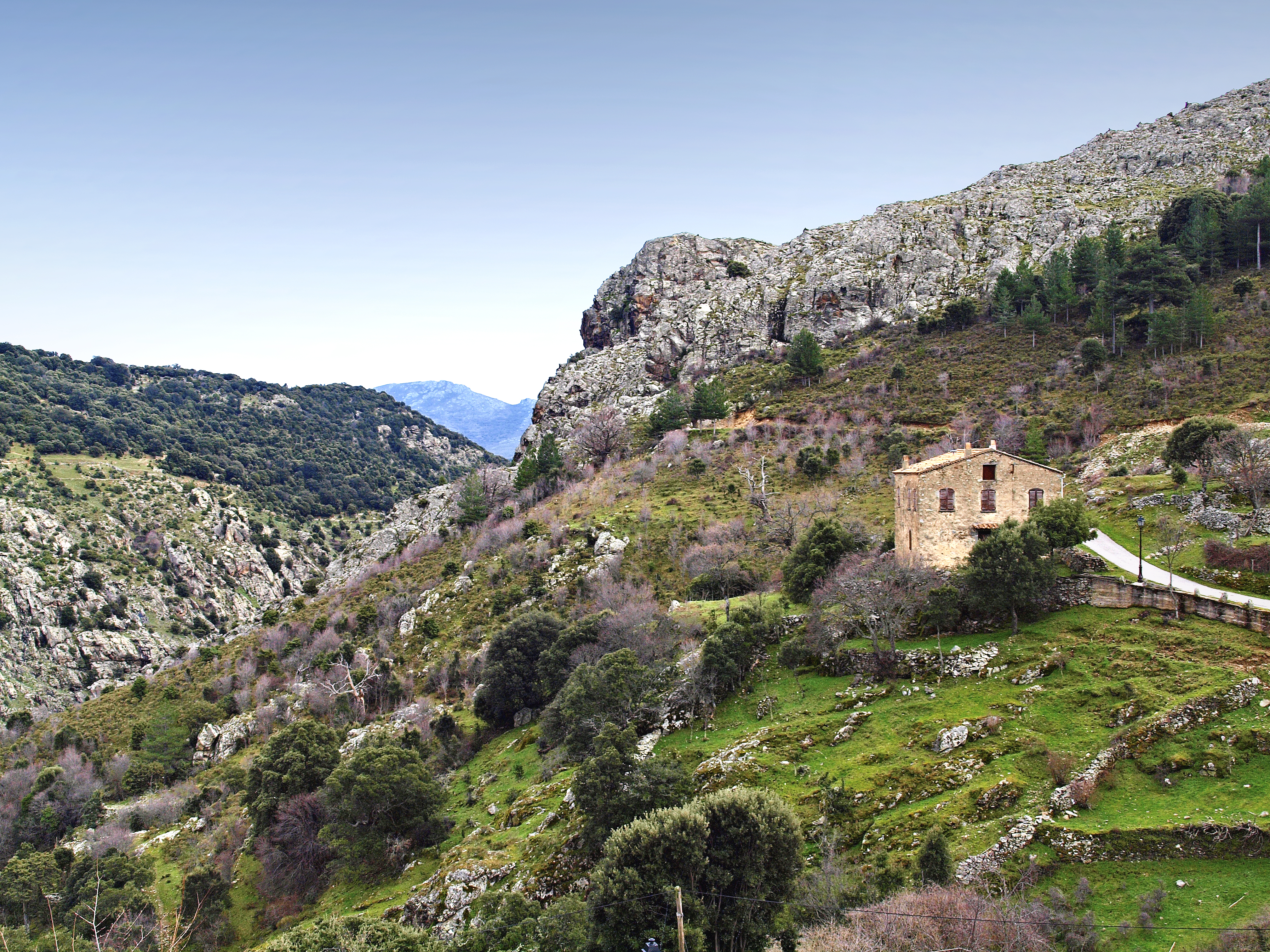
Mausoléo, Bergdorf auf Korsika

Das Budget wird auf 1,4 Mio. Euro geschätzt. Die Dreharbeiten begannen am 15. März 2010 in Belgien und endeten am 15. Mai 2010 auf Korsika.
Der Originaltitel kann mit „Am Arsch des Wolfes“ übersetzt werden. Die deutsche Entsprechung ist die derbe Floskel „Am Arsch der Welt“ und meint die Abgeschiedenheit des Bergdorfes.

## Kritik
„Die sich hier andeutende Geschichte ist sehr reizvoll, ihr Potential kommt allerdings nicht voll zur Entfaltung, dafür ist Duculots Inszenierung ihrer romantischen und melodramatischen Aspekte zu unverhohlen kitschig.“

„Die Aussteiger-Geschichte bekommt durch die Konsequenz, mit der sich die Filmsprache auf die Naturerfahrung der Protagonistin einlässt, einen großen Reiz, ohne den Schauplatz zur Idylle zu verklären.“

## Auszeichnungen
Der Film gewann 2011 auf dem Filmfestival in Amiens den Publikumspreis und das Goldene Einhorn.